# Ectropothecium serratum
Ectropothecium serratum är en bladmossart som beskrevs av Theodor Carl Karl Julius Herzog 1919. Ectropothecium serratum ingår i släktet Ectropothecium och familjen Hypnaceae. Inga underarter finns listade i Catalogue of Life.